# Благой Щилянов
Благой Атанасов Щилянов е български офицер, летец, генерал-майор.

## Биография
Роден е на 7 април 1934 г. в София. Бил е командир на първа дивизия ПВО в Божурище, на първи учебен авиополк (1974 – 1977) във Военното училище в Долна Митрополия. От 15 октомври 1981 г. е заслужил летец на Народна република България. В периода 1975 – 1990 г. е командир на авиацията на ПВО и ВВС. От 1981 до 1984 г. е командир на десети смесен авиационен корпус в Пловдив.